# Дискографія A-ha
Дискографія норвезького гурту A-ha налічує 10 студійних альбомів, 6 мініальбомів, 39 синглів, 6 відеоальбомів, 2 концертні альбоми, 11 збірок.
Дебютний альбом колективу Hunting High and Low, який приніс йому всесвітню популярність, вийшов 1985 року. Він досягнув першого місця в Швеції, Норвегії та Новій Зеландії, ставши одним з найбільш продаваних альбомів 1986 року. У США йому присвоїли платиновий статус, у Великій Британії — тричі платиновий. Дебютний сингл A-ha «Take on Me» очолив американський хіт-парад Billboard Hot 100, що стало найвищим досягненням гурту в цьому чарті, крім того, він підкорив чарти Швейцарії, Австрії, Норвегії, Нідерландів, Бельгії, Швеції і Німеччини. Другий студійний альбом Scoundrel Days, який вийшов у 1986 році, отримав платиновий сертифікат у Швейцарії. Сингл «I've Been Losing You» очолював норвезький хіт-парад чотири тижні поспіль. Третій студійний альбом, Stay on These Roads, був успішним і за комерційними показниками перевершив своїх попередників, а також став платиновим у Бразилії та двічі платиновим у Франції.
Четвертий студійний альбом East of the Sun, West of the Moon вийшов 1990 року. Він не був успішним у Великій Британії, втім у Німеччині, Бразилії, Швейцарії та Франції він отримав золотий статус.
Кавер-версія гурту The Everly Brothers — «Crying in the Rain» у виконанні A-ha займала перше місце в Норвегії 7 тижнів. Наступний альбом Memorial Beach вийшов 1993 року. Сім років по тому, A-ha випустили Minor Earth Major Sky у 2000 році. Сингл «Summer Moved On» очолив норвезький чарт. Lifelines вийшов 2002 року. Основні сингли з альбому — «Forever Not Yours» і «Lifelines» потрапили в норвезький чарт, але лише «Forever Not Yours» очолив його. Analogue, який музиканти видали 2005 року, посів 1-ше місце. Альбом 2009 року, Foot of the Mountain, очолив хіт-парад Німеччини. У цій самій країні він став платиновим.
A-ha продали понад 36 мільйонів примірників своїх альбомів і 15 мільйонів синглів по всьому світі. Також A-ha виграли велику кількість нагород MTV Video Music Awards, їхній кліп на композицію «Take on Me» переміг у таких номінаціях: «Найкраще відео дебютанта», «Найкраще концептуальне відео», «Найкраща постановка», «Most Experimental Video», «Найкращі спецефекти» і «Viewer's Choice». Відеокліп на пісню «The Sun Always Shines on TV» отримав нагороду в номінації «Найкращий монтаж».

## Студійні альбоми
| 1985                                         | Hunting High and Low - Вихід: 31 травня 1985 - Лейбл: Warner Bros. Records - Формати: LP, CD, CS, ЦД          | 1 | 15 | 18 | —  | —  | 2  | 27 | 10 | — | 17 | 9  | 11 | 1  | 15  | —  | 10 | 1  | 7   | Список - * : Платиновий - : 3х Платиновий - : 3х Золотий - : Золотий - : Платиновий - : Золотий - : Золотий |
| 1986                                         | Scoundrel Days - Вихід: 6 жовтня 1986 - Лейбл: Warner Bros. Records - Формати: LP, CD, CS, ЦД                 | 1 | 17 | 9  | —  | —  | 2  | —  | 4  | 3 | 11 | 19 | 6  | 4  | 74  | —  | 6  | 11 | 7   | Список - * : Платиновий - : Платиновий - : Платиновий - : Платиновий - : Платиновий                         |
| 1988                                         | Stay on These Roads - Вихід: 1 травня 1988 - Лейбл: Warner Bros. Records - Формати: LP, CD, CS                | 1 | —  | 9  | —  | —  | 2  | —  | 4  | — | 2  | 55 | 5  | 36 | 148 | —  | 6  | 10 | —   | Список - * : Золотий - : Золотий - : Платиновий - : Платиновий - : Золотий - : Платиновий                   |
| 1990                                         | East of the Sun, West of the Moon - Вихід: 22 жовтня 1990 - Лейбл: Warner Bros. Records - Формати: LP, CD, CS | 1 | —  | 23 | —  | —  | 12 | 19 | 6  | — | —  | 37 | 20 | —  | —   | —  | 16 | 35 | —   | Список - * : Срібний - : Золотий - : Золотий - : Золотий - : Золотий                                        |
| 1993                                         | Memorial Beach - Вихід: 14 червня 1993 - Лейбл: Warner Bros. Records - Формати: LP, CD, CS                    | 1 | —  | —  | —  | —  | 17 | —  | 17 | — | —  | —  | —  | —  | —   | —  | 39 | 39 | 27  | |
| 2000                                         | Minor Earth Major Sky - Вихід: 17 липня 2000 - Лейбл: Warner Bros. Records - Формати: CD, CS                  | 1 | —  | 4  | —  | 22 | 27 | 7  | 1  | 3 | —  | —  | 55 | —  | —   | 41 | 3  | 36 | 53  | Список - * : Платиновий - : Золотий - : Золотий                                                             |
| 2002                                         | Lifelines - Вихід: 2 квітня 2002 - Лейбл: Warner Bros. Records - Формати: CD, CS                              | 1 | —  | 2  | —  | —  | 67 | 29 | 1  | 5 | —  | —  | 92 | —  | —   | 30 | 6  | 21 | 99  | Список - * : Золотий                                                                                        |
| 2005                                         | Analogue - Вихід: 4 листопада 2005 - Лейбл: Polydor Records - Формати: CD (+ DVD), ЦД                         | 1 | —  | 18 | 98 | 63 | 24 | —  | 6  | — | —  | —  | 50 | —  | —   | 60 | 21 | —  | 226 | Список - * : Срібний                                                                                        |
| 2009                                         | Foot of the Mountain - Вихід: 19 червня 2009 - Лейбл: We Love Music - Формати: CD + (DVD)                     | 2 | —  | 11 | —  | —  | 5  | —  | 1  | 8 | —  | —  | 83 | —  | —   | —  | 12 | 45 | 134 | Список - * : Платиновий - : Срібний - : Платиновий                                                          |
| 2015                                         | Cast in Steel - Вихід: 4 вересня 2015 - Лейбл: - Формати: CD                                                  | 2 | —  | 13 | 35 | 24 | 8  | 38 | 4  | — | —  | —  | 5  | —  | —   | 84 | 9  | —  | —   | |
| «—» означає, що альбом не потрапив до чарту. | |   |    |    |    |    |    |    |    |   |    |    |    |    |     |    |    |    |     | |

## Концертні альбоми
| Рік                                          | Назва | Найвищі місця в чартах | Найвищі місця в чартах | Найвищі місця в чартах | Найвищі місця в чартах | Найвищі місця в чартах | Найвищі місця в чартах | Найвищі місця в чартах | Найвищі місця в чартах | Найвищі місця в чартах | Найвищі місця в чартах | Найвищі місця в чартах |
| Рік                                          | Назва | НОР                    | АВТ                    | БЕЛ                    | БЕЛ                    | ВЕЛ                    | НІМ                    | ІСП                    | НІД                    | РОФ                    | ФРА                    | ШВА                    |
| -------------------------------------------- | --- | ---------------------- | ---------------------- | ---------------------- | ---------------------- | ---------------------- | ---------------------- | ---------------------- | ---------------------- | ---------------------- | ---------------------- | ---------------------- |
| 2003                                         | How Can I Sleep with Your Voice in My Head - Вихід: 25 березня 2003 - Лейбл: Warner Bros. Records - Формати: 2xCD, ЦД                                                               | 4                      | 73                     | —                      | —                      | —                      | 8                      | —                      | —                      | —                      | 88                     | 36                     |
| 2011                                         | Ending on a High Note — The Final Concert (Live at Oslo Spektrum грудня 4th, 2010) - Вихід: 1 квітня 2011 - Лейбли: We Love Music, Universal Music Group - Формати: 2xCD (+DVD), ЦД | 3                      | 61                     | 87                     | 70                     | 43                     | 3                      | 92                     | 72                     | 24                     | —                      | 52                     |
| «—» означає, що альбом не потрапив до чарту. | |                        |                        |                        |                        |                        |                        |                        |                        |                        |                        |                        |

## Збірки
| Рік                                           | Назва | Найвищі місця в чартах | Найвищі місця в чартах | Найвищі місця в чартах | Найвищі місця в чартах | Найвищі місця в чартах | Найвищі місця в чартах | Найвищі місця в чартах | Найвищі місця в чартах | Найвищі місця в чартах | Найвищі місця в чартах | Найвищі місця в чартах | Найвищі місця в чартах | Найвищі місця в чартах | Найвищі місця в чартах | Найвищі місця в чартах | Сертифікації                                                                              |
| Рік                                           | Назва | НОР                    | АВТ                    | БЕЛ                    | БЕЛ                    | ВЕЛ                    | УГО                    | НІМ                    | ДАН                    | ЄВР                    | ІСП                    | НІД                    | РОФ                    | ШВА                    | ШВЕ                    | ЯПО                    | Сертифікації                                                                              |
| --------------------------------------------- | --- | ---------------------- | ---------------------- | ---------------------- | ---------------------- | ---------------------- | ---------------------- | ---------------------- | ---------------------- | ---------------------- | ---------------------- | ---------------------- | ---------------------- | ---------------------- | ---------------------- | ---------------------- | ----------------------------------------------------------------------------------------- |
| 1989                                          | On Tour in Brazil - Вихід: 1989 - Лейбл: Warner Bros. Records - Формати: LP, CD, CS                               | —                      | —                      | —                      | —                      | —                      | —                      | —                      | —                      | —                      | —                      | —                      | —                      | —                      | —                      | —                      | Список - * : Платиновий                                                                   |
| 1991                                          | Best in Brazil - Вихід: 1991 - Лейбл: Warner Bros. Records - Формати: LP, CD, CS                                  | —                      | —                      | —                      | —                      | —                      | —                      | —                      | —                      | —                      | —                      | —                      | —                      | —                      | —                      | —                      | Список - * : Золотий                                                                      |
| 1991                                          | Headlines and Deadlines — The Hits of A-ha - Вихід: 1991 - Лейбл: Warner Bros. Records - Формати: LP, CD, CS      | 9                      | 32                     | —                      | 45                     | 12                     | —                      | 26                     | —                      | —                      | —                      | 28                     | —                      | 40                     | 47                     | 16                     | Список - - : Платиновий - : Платиновий - : Платиновий - : Золотий - : Золотий - : Золотий |
| 1992                                          | The Best - Вихід: 25 березня 1992 - Лейбл: Hee Jee Records & Trading CO, Ltd - Формат: LP                         | —                      | —                      | —                      | —                      | —                      | —                      | —                      | 19                     | —                      | —                      | —                      | —                      | —                      | —                      | —                      |                                                                                           |
| 2004                                          | The Singles: 1984—2004 - Вихід: 29 листопада 2004 - Лейбл: Warner Bros. Records - Формат: CD                      | 4                      | —                      | —                      | —                      | —                      | —                      | 49                     | —                      | —                      | —                      | —                      | —                      | —                      | 8                      | —                      | Список - * : Золотий                                                                      |
| 2005                                          | The Definitive Singles Collection 1984–2004 - Вихід: 2005 - Лейбл: Warner Bros. Records - Формат: CD              | —                      | —                      | —                      | —                      | 14                     | —                      | —                      | —                      | —                      | —                      | —                      | —                      | —                      | —                      | —                      | Список - * : Золотий                                                                      |
| 2005                                          | Trilogy: Three Classic Albums - Вихід: 5 грудня 2005 - Лейбли: Warner Bros. Records, Rhino Records - Формат: 3xCD | —                      | —                      | —                      | —                      | —                      | —                      | —                      | —                      | —                      | —                      | —                      | —                      | —                      | —                      | —                      |                                                                                           |
| 2009                                          | Best of - Вихід: 2009 - Вихід: Січень 2009 - Лейбл: Universal - Формат: CD                                        | —                      | —                      | —                      | —                      | —                      | —                      | —                      | —                      | —                      | —                      | —                      | —                      | —                      | —                      | —                      |                                                                                           |
| 2010                                          | 25 - Вихід: 19 липня 2010 - Лейбл: Rhino Records/Warner Bros. Records - Формати: 2xCD (+DVD)                      | 6                      | 9                      | 87                     | 35                     | 10                     | 34                     | 2                      | 27                     | 76                     | 55                     | 73                     | 8                      | 6                      | —                      | 203                    | Список - * : Платиновий - : Срібний - : 2х Платиновий                                     |
| 2011                                          | Original Album Series - Вихід: 13 червня 2011 - Лейбл: Warner Bros. Records - Формат: 5xCD                        | —                      | —                      | —                      | —                      | —                      | —                      | —                      | —                      | —                      | —                      | —                      | —                      | —                      | —                      | —                      |                                                                                           |
| 2012                                          | The Triple Album Collection - Вихід: 5 жовтня 2012 - Лейбл: Warner Bros. Records - Формат: 3xCD                   | —                      | —                      | —                      | —                      | —                      | —                      | —                      | —                      | —                      | —                      | —                      | —                      | —                      | —                      | —                      |                                                                                           |
| «—» означає, що збірка не потрапила до чарту. | |                        |                        |                        |                        |                        |                        |                        |                        |                        |                        |                        |                        |                        |                        |                        |                                                                                           |

## Мініальбоми
| Рік                                          | Назва                                                                                         | Найвищі місця в чартах | Найвищі місця в чартах | Найвищі місця в чартах | Найвищі місця в чартах | Найвищі місця в чартах | Найвищі місця в чартах | Найвищі місця в чартах | Найвищі місця в чартах | Найвищі місця в чартах | Найвищі місця в чартах | Найвищі місця в чартах | Найвищі місця в чартах | Найвищі місця в чартах | Найвищі місця в чартах |
| Рік                                          | Назва                                                                                         | НОР                    | АВТ                    | БЕЛ                    | БЕЛ                    | ВЕЛ                    | НІМ                    | ДАН                    | ІСП                    | НІД                    | НОЗ                    | ФРА                    | ШВА                    | ШВЕ                    | ЯПО                    |
| -------------------------------------------- | --------------------------------------------------------------------------------------------- | ---------------------- | ---------------------- | ---------------------- | ---------------------- | ---------------------- | ---------------------- | ---------------------- | ---------------------- | ---------------------- | ---------------------- | ---------------------- | ---------------------- | ---------------------- | ---------------------- |
| 1986                                         | 45 R.P.M. Club - Вихід: 1986 - Лейбли: Warner Bros Records, Reprise Records - Формати: LP, CD | —                      | —                      | —                      | —                      | —                      | —                      | —                      | —                      | —                      | —                      | —                      | —                      | —                      | —                      |
| 1986                                         | A-Ha - Вихід: 1986 - Лейбл: AMIGA - Формат: LP                                                | —                      | —                      | —                      | —                      | —                      | —                      | —                      | —                      | —                      | —                      | —                      | —                      | —                      | —                      |
| 1986                                         | Twelve Inch Club - Вихід: 1986 - Лейбл: Warner Bros. Records - Формати: LP, CD                | —                      | —                      | —                      | —                      | —                      | —                      | —                      | —                      | —                      | —                      | —                      | —                      | —                      | —                      |
| 1987                                         | Scoundrel Club - Вихід: 1987 - Лейбл: Warner Bros. Records - Формат: CD                       | —                      | —                      | —                      | —                      | —                      | —                      | —                      | —                      | —                      | —                      | —                      | —                      | —                      | —                      |
| 1988                                         | Road Club - Вихід: 25 серпня 1988 - Лейбл: Warner Bros. Records - Формат: CD                  | —                      | —                      | —                      | —                      | —                      | —                      | —                      | —                      | —                      | —                      | —                      | —                      | —                      | 42                     |
| 2005                                         | Rhino Hi-Five: A-ha - Вихід: 19 липня 2005 - Лейбл: Warner Bros. Records - Формат: ЦД         | —                      | —                      | —                      | —                      | —                      | —                      | —                      | —                      | —                      | —                      | —                      | —                      | —                      | —                      |
| «—» означає, що альбом не потрапив до чарту. |                                                                                               |                        |                        |                        |                        |                        |                        |                        |                        |                        |                        |                        |                        |                        |                        |

## Бокс-сети
| Рік                                          | Назва | Найвищі місця в чартах | Найвищі місця в чартах | Найвищі місця в чартах | Найвищі місця в чартах | Найвищі місця в чартах | Найвищі місця в чартах | Найвищі місця в чартах | Найвищі місця в чартах | Найвищі місця в чартах | Найвищі місця в чартах | Найвищі місця в чартах | Найвищі місця в чартах | Найвищі місця в чартах | Найвищі місця в чартах |
| Рік                                          | Назва | НОР                    | АВТ                    | БЕЛ                    | БЕЛ                    | ВЕЛ                    | НІМ                    | ДАН                    | ІСП                    | НІД                    | НОЗ                    | ФРА                    | ШВА                    | ШВЕ                    | ЯПО                    |
| -------------------------------------------- | --- | ---------------------- | ---------------------- | ---------------------- | ---------------------- | ---------------------- | ---------------------- | ---------------------- | ---------------------- | ---------------------- | ---------------------- | ---------------------- | ---------------------- | ---------------------- | ---------------------- |
| 2001                                         | Minor Earth / Major Box - Вихід: 26 лютого 2001 - Лейбл: Warner Bros. Records - Формат: 3xCD             | —                      | —                      | —                      | —                      | —                      | —                      | —                      | —                      | —                      | —                      | —                      | —                      | —                      | —                      |
| 2001                                         | 3 For One Original Albums CD Box Set - Вихід: 2 жовтня 2001 - Лейбл: Warner Bros. Records - Формат: 3xCD | —                      | —                      | —                      | —                      | —                      | —                      | —                      | —                      | —                      | —                      | —                      | —                      | —                      | —                      |
| «—» означає, що альбом не потрапив до чарту. | |                        |                        |                        |                        |                        |                        |                        |                        |                        |                        |                        |                        |                        |                        |

## Сингли
| 1984                                       | «Take on Me» (оригінал)                  | 1  | —  | —  | —  | —  | —  | 1  | —  | —  | —  | —  | —  | —  | —  | —  | —  | —  |                                              |                                            |
| 1985                                       | «Take on Me»                             | —  | 1  | 1  | —  | 2  | —  | —  | 2  | 1  | 2  | 1  | 7  | 1  | 3  | 1  | 1  | 7  | Список - * : Золотий - : Золотий - : Золотий | Hunting High and Low                       |
| 1985                                       | «Love Is Reason»                         | —  | —  | —  | —  | —  | —  | —  | —  | —  | —  | —  | —  | —  | —  | —  | —  | —  |                                              | Hunting High and Low                       |
| 1985                                       | «The Sun Always Shines on T.V.»          | 2  | 8  | 5  | —  | 1  | —  | 5  | 1  | 11 | 7  | 4  | 12 | 20 | 10 | 7  | 2  | 8  | Список - * : Срібний - : Срібний             | Hunting High and Low                       |
| 1985                                       | «Train of Thought»                       | —  | —  | 22 | —  | 8  | —  | 14 | 5  | —  | —  | —  | 28 | —  | —  | —  | —  | —  |                                              | Hunting High and Low                       |
| 1986                                       | «Hunting High and Low»                   | 10 | 24 | 20 | —  | 5  | —  | 11 | 4  | 10 | —  | 9  | 25 | —  | 4  | —  | —  | —  |                                              | Hunting High and Low                       |
| 1986                                       | «I've Been Losing You»                   | 1  | 20 | 13 | —  | 8  | —  | 15 | 3  | 11 | —  | 11 | 19 | —  | 14 | 16 | 11 | —  | Список - * : Срібний                         | Scoundrel Days                             |
| 1986                                       | «Cry Wolf»                               | 2  | —  | 15 | —  | 5  | —  | 20 | 4  | 20 | —  | 12 | 10 | 50 | 35 | 27 | —  | 13 | Список - * : Срібний                         | Scoundrel Days                             |
| 1986                                       | «Maybe, Maybe»                           | —  | —  | —  | —  | —  | —  | —  | —  | —  | —  | —  | —  | —  | —  | —  | —  | —  |                                              | Scoundrel Days                             |
| 1987                                       | «Manhattan Skyline»                      | 4  | —  | 16 | —  | 13 | —  | 28 | 3  | —  | —  | 53 | —  | —  | —  | —  | —  | —  |                                              | Scoundrel Days                             |
| 1987                                       | «The Living Daylights»                   | 1  | 18 | 4  | —  | 5  | —  | 8  | 2  | 3  | 48 | 9  | 50 | —  | 21 | 8  | 3  | 5  |                                              | «Іскри з очей»                             |
| 1988                                       | «Stay On These Roads»                    | 1  | 11 | 10 | —  | 5  | —  | 7  | 2  | 4  | —  | 10 | —  | —  | 3  | 10 | 17 | 4  | Список - * : Срібний                         | Stay on These Roads                        |
| 1988                                       | «The Blood That Moves the Body»          | —  | —  | 16 | —  | 25 | —  | 23 | 11 | 27 | —  | 24 | —  | —  | —  | 29 | —  | 11 |                                              | Stay on These Roads                        |
| 1988                                       | «Touchy!»                                | —  | —  | 14 | —  | 11 | —  | 13 | 6  | 26 | —  | 13 | —  | —  | 5  | 18 | —  | —  |                                              | Stay on These Roads                        |
| 1988                                       | «You Are the One»                        | —  | —  | 22 | —  | 13 | —  | 30 | 12 | —  | —  | 56 | —  | —  | 21 | —  | —  | —  |                                              | Stay on These Roads                        |
| 1989                                       | «There's Never a Forever Thing»          | —  | —  | —  | —  | —  | —  | —  | —  | —  | —  | —  | —  | —  | —  | —  | —  | —  |                                              | Stay on These Roads                        |
| 1990                                       | «Crying in the Rain»                     | 1  | 17 | 12 | —  | 13 | —  | 6  | 8  | 14 | —  | 10 | —  | —  | 11 | 21 | —  | —  |                                              | East of the Sun, West of the Moon          |
| 1990                                       | «I Call Your Name»                       | —  | —  | —  | —  | 44 | —  | 37 | —  | 38 | —  | 38 | —  | —  | 45 | —  | —  | —  |                                              | East of the Sun, West of the Moon          |
| 1991                                       | «Early Morning»                          | —  | —  | —  | —  | —  | —  | 52 | 29 | —  | —  | —  | —  | —  | —  | —  | —  | —  |                                              | East of the Sun, West of the Moon          |
| 1991                                       | «Waiting for Her»                        | —  | —  | —  | —  | —  | —  | —  | —  | —  | —  | —  | —  | —  | —  | —  | —  | —  |                                              | East of the Sun, West of the Moon          |
| 1991                                       | «Move to Memphis»                        | 2  | —  | —  | —  | 47 | —  | 39 | 29 | —  | —  | 61 | —  | —  | —  | —  | —  | —  |                                              | Headlines and Deadlines — The Hits of A-ha |
| 1992                                       | «The Blood That Moves the Body '92»      | —  | —  | —  | —  | —  | —  | —  | —  | —  | —  | —  | —  | —  | —  | —  | —  | —  |                                              |                                            |
| 1993                                       | «Dark Is the Night»                      | 4  | —  | 45 | —  | 19 | —  | 46 | 28 | —  | 73 | —  | —  | 22 | —  | —  | —  | —  |                                              | Memorial Beach                             |
| 1993                                       | «Angel in the Snow»                      | —  | —  | —  | —  | 41 | —  | —  | —  | —  | —  | —  | —  | —  | —  | —  | —  | —  |                                              | Memorial Beach                             |
| 1993                                       | «Lie Down in Darkness»                   | —  | —  | —  | —  | —  | —  | —  | —  | —  | —  | —  | —  | —  | —  | —  | —  | —  |                                              | Memorial Beach                             |
| 1994                                       | «Shapes That Go Together»                | —  | —  | —  | —  | 27 | —  | 57 | —  | —  | —  | —  | —  | —  | —  | —  | —  | —  |                                              |                                            |
| 2000                                       | «Summer Moved On»                        | 1  | 10 | 2  | 26 | 33 | —  | 8  | —  | —  | —  | 74 | —  | —  | —  | 14 | —  | —  |                                              | Minor Earth Major Sky                      |
| 2000                                       | «Minor Earth Major Sky»                  | —  | —  | —  | —  | —  | —  | 73 | —  | —  | —  | —  | —  | —  | —  | 73 | —  | —  |                                              | Minor Earth Major Sky                      |
| 2000                                       | «Velvet»                                 | —  | —  | —  | —  | —  | —  | 48 | —  | —  | —  | —  | —  | —  | —  | 92 | —  | —  |                                              | Minor Earth Major Sky                      |
| 2000                                       | «The Sun Never Shone That Day»           | —  | —  | —  | —  | —  | —  | —  | —  | —  | —  | —  | —  | —  | —  | —  | —  | —  |                                              | Minor Earth Major Sky                      |
| 2002                                       | «Forever Not Yours»                      | 1  | 31 | —  | —  | —  | 15 | 18 | —  | 40 | —  | 82 | —  | —  | —  | 26 | 46 | —  |                                              | Lifelines                                  |
| 2002                                       | «Lifelines»                              | 18 | —  | —  | —  | —  | 19 | 32 | —  | —  | —  | —  | —  | —  | —  | —  | —  | —  |                                              | Lifelines                                  |
| 2002                                       | «Did Anyone Approach You?»               | —  | —  | —  | —  | —  | —  | 67 | —  | —  | —  | —  | —  | —  | —  | —  | —  | —  |                                              | Lifelines                                  |
| 2003                                       | «The Sun Always Shines on T.V. Live»     | —  | —  | —  | —  | —  | 9  | —  | —  | —  | —  | —  | —  | —  | —  | —  | —  | —  |                                              | How Can I Sleep with Your Voice in My Head |
| 2005                                       | «Celice»                                 | 1  | 41 | 9  | 6  | —  | —  | 21 | —  | 46 | —  | —  | —  | —  | —  | 38 | —  | —  |                                              | Analogue                                   |
| 2005                                       | «Birthright»                             | —  | —  | —  | —  | —  | —  | —  | —  | —  | —  | —  | —  | —  | —  | —  | —  | —  |                                              | Analogue                                   |
| 2006                                       | «Analogue (All I Want)»                  | 10 | —  | —  | 16 | 10 | —  | 33 | 24 | —  | —  | —  | —  | —  | —  | —  | —  | —  |                                              | Analogue                                   |
| 2006                                       | «Cosy Prisons»                           | —  | —  | —  | —  | 39 | —  | —  | —  | —  | —  | —  | —  | —  | —  | —  | —  | —  |                                              | Analogue                                   |
| 2009                                       | «Foot of the Mountain»                   | 8  | 28 | —  | —  | 66 | —  | 3  | —  | —  | —  | —  | —  | —  | —  | 33 | —  | —  |                                              | Foot of the Mountain                       |
| 2009                                       | «Nothing Is Keeping You Here»            | —  | —  | —  | —  | —  | —  | 65 | —  | —  | —  | —  | —  | —  | —  | —  | —  | —  |                                              | Foot of the Mountain                       |
| 2009                                       | «Shadowside»                             | —  | 73 | —  | —  | —  | —  | 22 | —  | —  | —  | —  | —  | —  | —  | —  | —  | —  |                                              | Foot of the Mountain                       |
| 2010                                       | «Butterfly, Butterfly (The Last Hurrah)» | 13 | —  | —  | —  | —  | —  | 22 | —  | —  | —  | —  | —  | —  | —  | —  | —  | —  |                                              | 25                                         |
| 2011                                       | «Summer Moved On (Live)»                 | —  | —  | —  | —  | —  | —  | —  | —  | —  | —  | —  | —  | —  | —  | —  | —  | —  |                                              | Ending on a High Note — The Final Concert  |
| 2015                                       | «Under the Makeup»                       | —  | —  | —  | —  | —  | —  | —  | —  | —  | —  | —  | —  | —  | —  | —  | —  | —  |                                              | Cast in Steel                              |
| «—» означає, що сингл не потрапив до чарту |                                          |    |    |    |    |    |    |    |    |    |    |    |    |    |    |    |    |    |                                              |                                            |

## Відеоальбоми
| Рік                                          | Назва | Найвищі місця в чартах | Найвищі місця в чартах | Найвищі місця в чартах | Найвищі місця в чартах | Найвищі місця в чартах | Найвищі місця в чартах | Найвищі місця в чартах | Найвищі місця в чартах | Найвищі місця в чартах | Найвищі місця в чартах | Найвищі місця в чартах | Найвищі місця в чартах | Найвищі місця в чартах | Найвищі місця в чартах | Найвищі місця в чартах | Найвищі місця в чартах | Сертифікації         |
| Рік                                          | Назва | НОР                    | АВТ                    | БЕЛ                    | БЕЛ                    | ВЕЛ                    | УГО                    | НІМ                    | ДАН                    | ІСП                    | НІД                    | НОЗ                    | РОФ                    | ФРА                    | ШВА                    | ШВЕ                    | ЯПО                    | Сертифікації         |
| -------------------------------------------- | --- | ---------------------- | ---------------------- | ---------------------- | ---------------------- | ---------------------- | ---------------------- | ---------------------- | ---------------------- | ---------------------- | ---------------------- | ---------------------- | ---------------------- | ---------------------- | ---------------------- | ---------------------- | ---------------------- | -------------------- |
| 1991                                         | Headlines and Deadlines – The Hits of A-ha - Вихід: 1991 - Лейбл: Warner Bros. Records - Формати: LD, VHS, DVD | —                      | —                      | —                      | —                      | —                      | —                      | —                      | —                      | —                      | —                      | —                      | —                      | —                      | —                      | —                      | —                      | Список - * : Золотий |
| 1991                                         | A-ha — The Videos - Вихід: 1991 - Лейбл: Warner Bros. Records - Формат: DVD                                    | —                      | —                      | —                      | —                      | —                      | —                      | —                      | —                      | —                      | —                      | —                      | —                      | —                      | —                      | —                      | —                      |                      |
| 1993                                         | Live in South America - Вихід: 1993 - Лейбл: Warner Bros. Records - Формат: VHS                                | —                      | —                      | —                      | —                      | —                      | —                      | —                      | —                      | —                      | —                      | —                      | —                      | —                      | —                      | —                      | —                      |                      |
| 2001                                         | Homecoming, Live at Vallhall - Вихід: 2001 - Лейбл: Warner Bros. Records - Формати: VHS, DVD                   | —                      | —                      | —                      | —                      | —                      | —                      | —                      | —                      | —                      | —                      | —                      | —                      | —                      | —                      | —                      | —                      |                      |
| 2011                                         | Ending on a High Note - Вихід: 2011 - Лейбл: Universal Music. - Формати: DVD, Blu-ray                          | —                      | —                      | —                      | —                      | —                      | 6                      | —                      | —                      | —                      | —                      | —                      | 5                      | —                      | —                      | —                      | —                      |                      |
| «—» означає, що альбом не потрапив до чарту. | |                        |                        |                        |                        |                        |                        |                        |                        |                        |                        |                        |                        |                        |                        |                        |                        |                      |

## Демо
| Рік  | Назва          | Коментарі |
| ---- | -------------- | --- |
| 2004 | The Demo Tapes | Містить невидані раніше пісні та демо-версії вже наявних композицій A-ha, а також життєпис колективу The Swings of Swings. |

## Відеокліпи
| Рік  | Назва                                      | Режисер(и)                        |
| ---- | ------------------------------------------ | --------------------------------- |
| 1984 | «Take on Me» (оригінал)                    |                                   |
| 1985 | «Take on Me»                               | Стів Беррон                       |
| 1985 | «The Sun Always Shines on T.V.»            | Стів Беррон                       |
| 1985 | «Train of Thought»                         | Стів Беррон                       |
| 1986 | «Hunting High and Low»                     | Стів Беррон                       |
| 1986 | «I’ve Been Losing You»                     | Одд Эрвід Стромстед               |
| 1986 | «Cry Wolf»                                 | Стів Беррон                       |
| 1987 | «Manhattan Skyline»                        | Стів Беррон                       |
| 1987 | «The Living Daylights»                     | Стів Беррон                       |
| 1988 | «Stay on These Roads»                      | Енді Морахен                      |
| 1988 | «The Blood That Moves the Body»            | Енді Морахен                      |
| 1988 | «Touchy!»                                  | Кевін Молоні                      |
| 1988 | «You Are the One»                          | Деймон Хіз                        |
| 1988 | «There’s Never a Forever Thing»            | Лорен Савой                       |
| 1990 | «Crying in the Rain»                       | Стів Беррон                       |
| 1990 | «I Call Your Name»                         | Лорен Савой                       |
| 1991 | «Sycamore Leaves»                          | Одд Ервід Стромстед               |
| 1991 | «Early Morning»                            | Лорен Савой                       |
| 1991 | «Move to Memphis»                          | Ерік Іферган                      |
| 1992 | «I’ve Been Losing You» (Версія 2)          | Кнут Брай                         |
| 1993 | «Dark is the Night»                        | Ерік Іферган                      |
| 1993 | «Angel in the Snow»                        | Говард Грінхол                    |
| 1994 | «Shapes That Go Together»                  | Баррі Магуайр                     |
| 2000 | «Summer Moved On»                          | Адам Берг                         |
| 2000 | «Minor Earth Major Sky»                    | Філіпп Штельцль                   |
| 2000 | «I Wish I Cared»                           | Генрік Гауген & Магне Фуругольмен |
| 2000 | «Velvet»                                   | Гарольд Цварт                     |
| 2002 | «Forever Not Yours»                        | Гарольд Цварт                     |
| 2002 | «Lifelines»                                | Мортен Скаллеруд                  |
| 2003 | «Did Anyone Approach You?»                 | Лорен Савой                       |
| 2003 | «The Sun Always Shines on T.V.» (Версія 2) | Лорен Савой                       |
| 2005 | «Celice»                                   | Йорн Гайтманн                     |
| 2006 | «Analogue (All I Want)»                    | Говард Грінхол                    |
| 2006 | «Cosy Prisons»                             | Пол Гор                           |
| 2009 | «Foot of the Mountain»                     | Олаф Гайне                        |
| 2009 | «Shadowside»                               | Уве Фладе                         |
| 2009 | «Nothing Is Keeping You Here»              | Уве Фладе                         |
| 2010 | «Butterfly, Butterfly (The Last Hurrah)»   | Стів Беррон                       |
| 2011 | «Summer Moved On (Live)»                   | Метт Ескем                        |
| 2011 | «Stay on These Roads (Live)»               | Метт Ескем                        |

## Саундтреки
| Рік  | Фільм                     | Альбом                                                    | Пісня                   |
| ---- | ------------------------- | --------------------------------------------------------- | ----------------------- |
| 1987 | «Іскри з очей»            | The Living Daylights (Original Motion Picture Soundtrack) | «The Living Daylights». |
| 1997 | «Вбивство у Гросс-Пойнті» | Grosse Pointe Blank (More Music From The Film)            | «Take on Me».           |
| 2001 | «Ніч у барі Маккула»      | One Night At McCool's — Songs From The Motion Picture     | «Velvet».               |

## Інше
| Рік  | Назва                                                                                          | Пісня            |
| ---- | ---------------------------------------------------------------------------------------------- | ---------------- |
| 2007 | The Amnesty International Campaign to Save Darfur - Лейбл: Warner Bros. Records - Формат: 2xCD | «Number 9 Dream» |